# Braschoß
Braschoß (auch Braschoss) ist ein dörflicher Stadtteil von Siegburg, der Kreisstadt des Rhein-Sieg-Kreises im Süden Nordrhein-Westfalens.
Nordwestlich des Ortes grenzt Schreck an, unterhalb in südöstlicher Richtung Schneffelrath. Den Kern bildet die Braschosser Straße, an der sich die (katholische) Kirche St. Mariä Namen, der katholisch geförderte Kindergarten und der örtliche Spielplatz befinden. Im Oberdorf befindet sich zudem ein Sportplatz. Landschaftlich ist Braschoß geprägt durch hügelige, landwirtschaftlich kaum genutzte Wiesen, einige Getreide-Anbauflächen und insbesondere durch die großen Waldflächen, von denen es vor allem von Süden her umgeben ist, sowie durch die südlich gelegene Wahnbachtalsperre.

## Geschichte
1555 wird eine Honschaft Braschoß im bergischen Amt Blankenberg erwähnt. Sie unterstand dem Kirchspiel und Landgericht Geistingen. Grundherren waren die Klöster Seligenthal, Siegburg und Bödingen. 1808 wurden Braschoß, Happerschoß, Lauthausen und Altenbödingen zur Mairie Lauthausen zusammengeschlossen, die nach 1815 als Bürgermeisterei bestehen blieb.
Die Gemeinde Braschoß hatte 1885 eine Fläche von 1077 ha, davon 387 ha Acker-, 91 ha Wiesen- und 525 ha Waldfläche.
Es gab in der Gemeinde 1885 220 Wohngebäude (einschließlich unbewohnter) mit 214 Haushalten. Dort lebten 1010 Einwohner (518 Männer und 492 Frauen). Neben 997 Katholiken mit Pfarre in Seligenthal gab es 13 Bürger jüdischen Glaubens.
Neben Braschoß gab es 1885 zehn weitere Ortsteile: Heide, Kaldauen, Münchshecke, Schneffelrath, Schreck, Schrecksmühle, Seligenthal, Siegelsknippen, Umschoß und Zur Mühlen. Heute gehört Heide zu Lohmar und das andere Gebiet zur Stadt Siegburg.
Die Straßennamen Im Klausgarten, Auf dem Welef, Am Kreuztor, Im Bruchgarten, Brunnenweg, Auf der Hoven, Flachsweg, Braschosser Straße, Hünenstraße, Oststraße und Bitzerweg gehen auf alte Flurbezeichnungen zurück und wurden 1959 zu deren Erhalt vergeben.

## Vereinswesen
Das Vereinsleben in Braschoß konzentriert sich vor allem auf den Braschosser Turnverein 1913 e. V., die Dorfjugend Braschoß Schreck Schneffelrath, den Männergesangverein Sängerbund 1892, die Damen-Karnevalsgesellschaft Vergißmeinnicht und dem Pfarrverein für die Kirche St. Mariä Namen (Braschoß).
Der Braschosser TV hat eine auch national erfolgreiche Faustball-Abteilung, die neben zahlreichen Jugendmannschaften (je nach Saison) eine Mannschaft in die Bundesliga der Frauen stellte – und trotz des äußerst geringen Rekrutierungspotentials eine dauerhafte Größe im Faustballgeschehen des Rheinlands ist.